# Bistreț
Bistreț è un comune della Romania di 4 275 abitanti, ubicato nel distretto di Dolj, nella regione storica dell'Oltenia.
Il comune è formato dall'unione di 4 villaggi: Bistreț, Bistrețu Nou, Brândușa, Plosca.